# Kyriani Sabbe
Kyriani Sabbe, né le 26 janvier 2005 à Gand en Belgique, est un footballeur belge qui joue au poste de défenseur au Club Bruges KV.

## Biographie

### En club
Kyriani Sabbe est formé par le Club Bruges KV, où il commence sa carrière professionnelle en championnat de Belgique de deuxième division avec l'équipe réserve, avant d'être intégré à l'équipe fanion en championnat de Belgique lors de la saison 2022-23.
Il joue son premier match avec l'équipe première du club le 2 avril 2023, remplaçant Tajon Buchanan à la 89e minute d'un match de championnat contre le KV Malines (victoire 0-3),.
Lors de l'exercice suivant, malgré une blessure en début de saison, Sabbe s'impose comme titulaire chez l'équipe de Bruges qui joue le titre en championnat,. En mai 2024, il joue les demi-finales de la Ligue Europa Conférence, où le Club Bruges est éliminé par la Fiorentina.

### En sélections nationales
Déjà international dans les catégories inférieures, Kyriani Sabbe prend part au championnat d'Europe des moins de 17 ans organisé en Israël avec la Belgique en 2022, portant le brassard de capitaine lors de toute la compétition, qui s'arrête à la phase de groupe.
Il est ensuite convoqué pour la première fois avec l'équipe de Belgique des moins de 19 ans en septembre 2023.

## Statistiques

### En club
| Saison                | Club                  | Championnat           | Championnat | Championnat | Championnat | Coupe(s) nationale(s) | Coupe(s) nationale(s) | Coupe(s) nationale(s) | Supercoupe | Supercoupe | Supercoupe | Compétition(s) continentale(s) | Compétition(s) continentale(s) | Compétition(s) continentale(s) | Compétition(s) continentale(s) | Autres compétitions | Autres compétitions | Autres compétitions | Autres compétitions | Total | Total | Total |
| Saison                | Club                  | Division              | M.          | B.          | P.d.        | M.                    | B.                    | P.d.                  | M.         | B.         | P.d.       | Comp.                          | M.                             | B.                             | P.d.                           | Comp.               | M.                  | B.                  | P.d.                | M.    | B.    | P.d.  |
| 2020-2021             | Club NXT              | Division 1B           | 7           | 0           | 0           | -                     | -                     | -                     | -          | -          | -          | -                              | -                              | -                              | -                              | -                   | -                   | -                   | -                   | 7     | 0     | 0     |
| 2022-2023             | Club NXT              | Division 1B           | 18          | 2           | 3           | -                     | -                     | -                     | -          | -          | -          | -                              | -                              | -                              | -                              | PO                  | 5                   | 0                   | 0                   | 23    | 2     | 3     |
| 2023-2024             | Club NXT              | Division 1B           | 3           | 0           | 0           | -                     | -                     | -                     | -          | -          | -          | -                              | -                              | -                              | -                              | -                   | -                   | -                   | -                   | 3     | 0     | 0     |
| 2024-2025             | Club NXT              | Division 1B           | 1           | 0           | 0           | -                     | -                     | -                     | -          | -          | -          | -                              | -                              | -                              | -                              | -                   | -                   | -                   | -                   | 1     | 0     | 0     |
| Sous-total            | Sous-total            | Sous-total            | 29          | 2           | 3           | -                     | -                     | -                     | -          | -          | -          | -                              | -                              | -                              | -                              | -                   | 5                   | 0                   | 0                   | 34    | 2     | 3     |
| 2022-2023             | Club Bruges KV        | Division 1A           | 2           | 0           | 1           | -                     | -                     | -                     | -          | -          | -          | C1                             | 0                              | 0                              | 0                              | PO1                 | 1                   | 0                   | 0                   | 3     | 0     | 1     |
| 2023-2024             | Club Bruges KV        | Division 1A           | 12          | 0           | 2           | 0                     | 0                     | 0                     | -          | -          | -          | C4                             | 12                             | 0                              | 1                              | PO1                 | 9                   | 1                   | 1                   | 33    | 1     | 4     |
| 2024-2025             | Club Bruges KV        | Division 1A           | 17          | 0           | 1           | 5                     | 0                     | 0                     | -          | -          | -          | C1                             | 6                              | 1                              | 0                              | PO1                 | 7                   | 1                   | 0                   | 35    | 2     | 1     |
| 2025-2026             | Club Bruges KV        | Division 1A           | 2           | 0           | 0           | -                     | -                     | -                     | -          | -          | -          | C1                             | 2                              | 0                              | 1                              | -                   | -                   | -                   | -                   | 4     | 0     | 1     |
| Sous-total            | Sous-total            | Sous-total            | 33          | 0           | 4           | 5                     | 0                     | 0                     | -          | -          | -          | -                              | 20                             | 1                              | 2                              | -                   | 17                  | 2                   | 1                   | 75    | 3     | 7     |
| Total sur la carrière | Total sur la carrière | Total sur la carrière | 62          | 2           | 7           | 5                     | 0                     | 0                     | -          | -          | -          | -                              | 20                             | 1                              | 2                              | -                   | 22                  | 2                   | 1                   | 109   | 5     | 10    |

## Palmarès

### En club
| Club Bruges KV - Championnat de Belgique (1) : - Champion : 2024. - Vice-champion : 2025. |